# Acraea nyassicola
Acraea nyassicola är en fjärilsart som beskrevs av Embrik Strand 1911. Acraea nyassicola ingår i släktet Acraea och familjen praktfjärilar. Inga underarter finns listade i Catalogue of Life.